# Knauer (Unternehmen)
Die Knauer Wissenschaftliche Geräte GmbH (Eigenschreibweise KNAUER) ist ein deutscher Hersteller von Labormessgeräten für Analytik und Aufreinigung mit Sitz in Berlin. Das mittelständische Familienunternehmen wurde 1962 durch Herbert Knauer gegründet und wird in zweiter Generation fortgeführt.
Das Produktions- und Vertriebsspektrum deckt alle Geräte der Hochleistungsflüssigkeitschromatographie (HPLC) einschließlich der erforderlichen Software ab. Auch HPLC-Trennsäulen für die unterschiedlichen analytischen und präparativen Arbeiten werden gefertigt. Weiterhin werden Osmometer für Anwendungen in der Chemie und Medizin hergestellt. Eine die Arbeitstechniken der HPLC detailliert beschreibende Publikation wurde vom Unternehmen herausgegeben.
Das Unternehmen exportiert in über 60 Länder mit einer Exportquote von ca. 70 % über unabhängige Händler.

## Geschichte
Noch zur Zeit seiner Tätigkeit als Hochschulassistent am Anorganischen Institut der TU Berlin gründeten Herbert Knauer und seine Ehefrau Roswitha Knauer 1962 ein Unternehmen, um Universal-Temperaturmessgeräte herzustellen und zu vertreiben. Das erste Gerät, seinerzeit noch in der heimischen Küche entwickelt, war in der Lage, Temperaturänderungen von 1/1000 °C präzise zu messen. Das zweite Gerät konnte als elektronisches Gefrierpunkt-Osmometer/Kryoskopiegerät Molmassen bis 3000 g/mol bestimmen. Der erfolgreiche Vertrieb der Geräte und die Verleihung einer Goldmedaille auf der Leipziger Messe im Jahr 1970 ermutigte die Eheleute schließlich, sich als weiterem Geschäftsfeld der Entwicklung von modularen Geräten zur HPLC zuzuwenden und 1974 ein eigenes vierstöckiges Produktionsgebäude in Berlin-Zehlendorf zu errichten. 1986 wurde das international anerkannte innovative HPLC-Verbindungssystem Dynaseal entwickelt und das Tochterunternehmen Säulentechnik Dr. Knauer GmbH gegründet, das im Jahr 1995 wieder in die Stammunternehmen integriert wurde. Mit dem kompletten Angebot an modularen HPLC-Komponenten, der dafür erforderlichen Softwareprodukte und einem umfangreichen Angebot an HPLC-Trennsäulen wuchs der Umsatz des Unternehmens und es konnten weitere Mitarbeiter eingestellt werden, da nun auch OEM-Kunden zur Weiterentwicklung des Unternehmens beitrugen. Im Jahr 1997 wurde, speziell für die Belange der präparativen Chromatographie, z. B. zur hochreinen Gewinnung von Naturstoffen oder Arzneimitteln, durch Einsatz eines Multifunktionsventils eine Innovation auf dem Gebiet der Simulated-Moving-Bed-Technologie (SMB)
eingeführt. Im Jahr 2012 waren praktisch alle gängigen bei der HPLC verwendeten Detektoren, einschließlich angepasster Massenspektrometer, im Angebot des Unternehmens verfügbar.
Das Unternehmen stellt auch die Gerätetechnologie zur Verfügung, die zur Produktion von Lipid-Nanopartikeln bei der Herstellung der mRNA-basierten COVID-19-Impfstoffe erforderlich ist.
Seit Mitte 1994 arbeitet die Tochter des Ehepaars Knauer, Alexandra Knauer, im Unternehmen mit. 1995 wurde sie zur Geschäftsführerin des Unternehmens bestellt und ist seit 2000 Alleineigentümerin des Unternehmens und des Produktionsgebäudes. Von 1998 bis 2006 wurde sie von Bernward Rittgerodt als zweitem Geschäftsführer unterstützt. 2007 übernahm Alexander Bünz die Rolle des zweiten Geschäftsführers. Seit Juli 2014 ist Alexandra Knauer alleinige Geschäftsführerin. Am 1. April 2021 wurde Carsten Losch, der seit 2011 im Unternehmen tätig ist, als Co-Geschäftsführer berufen. Alexandra Knauer übernahm damit den Vorsitz der Geschäftsführung. Das Unternehmen bildet seit 1998 Lehrlinge im technischen und kaufmännischen Bereich aus. Die Verleihung mehrerer Unternehmensauszeichnungen durch Wirtschaftsverbände und den Berliner Senat (s. u.) an das Unternehmen kennzeichnet die Wertschätzung und das gute Betriebsklima im Unternehmen, das sich den Grundsätzen der Corporate Social Responsibility verpflichtet fühlt. Dazu gehört auch eine Gewinnbeteiligung der Mitarbeiter pro Geschäftsjahr in Abhängigkeit der erzielten Unternehmensgewinne.
Im Mai 2017 unterzeichnete das Unternehmen die Charta der Vielfalt, welche die Diversität im Unternehmen sichert.
Am 1. Juli 2022 beging das Unternehmen den 60. Jahrestag seiner Gründung mit einer Festveranstaltung auf dem Firmengelände in Zehlendorf. Bei der Veranstaltung wurde auch der Herbert Knauer Science Award  durch die Firmengründerin Roswitha Knauer verliehen. Der Berliner Staatssekretär für Energie und Betriebe Tino Schopf sprach ein Grußwort und mehrere wissenschaftliche Vorträge so z. B. von Stavros Kromidas und von Christian Reinsch von der Firma BioNTech zu Lipid Nanopartikeln begleiteten die Veranstaltung.

## Produkte und Services
Das Unternehmen fertigt und vertreibt alle Komponenten modularer HPLC-Anlagen einschließlich der erforderlichen HPLC-Trennsäulen, Systeme zur Biochromatographie, SMB-Anlagen und Mehrsäulenanlagen zur Isolierung einzelner Komponenten aus komplexen Mischungen, Software zur Steuerung aller Systemkomponenten, sowie Osmometer. Außerdem bietet das Unternehmen eine OEM-Fertigung an.
Ein Wartungs-Service wird für alle vertriebenen Systemkomponenten angeboten. In Absprache mit den Geräteanwendern wird auch die Methodenentwicklung zur quantitativen Analytik ausgewählter Substanzen, einschließlich eventueller Probenvorbereitungstechniken für komplexe Matrices, übernommen. So werden auch Verfahren zur Analytik von Cannabis-Produkten entwickelt.
In Kooperation mit Schulen bietet das Unternehmen im sogenannten Knauer-Entdecker-Klub KEK die Vermittlung von Grundlagenkenntnissen der HPLC-Analytik für die Klassenstufen 5, 6 und 7 an.

## Auszeichnungen
- 1970: Goldmedaille für ein Dampfdruck-Osmometer als bundesdeutsches Unternehmen auf der Leipziger Messe (DDR)
- 1985: Innovationspreis Berlin-Brandenburg für eine Anlage zur Proteinsequenzierung
- 2004: Berliner Unternehmerinnenpreis des Berliner Senats[17]
- 2012: Franz-von-Mendelssohn-Medaille[18]
- 2013: Innovationspreis Berlin-Brandenburg für das HPLC-System Contichrom[19]
- 2018: ANTOP-Award bei der Analytica China in Shanghai
- 2021: Innovationspreis Berlin-Brandenburg zur Technik der Herstellung von mRNA-Lipid-Nanopartikeln[20]
- 2022: Der Deutsche Innovationspreis für die Technologie zur Herstellung von mRNA-beladenen Lipid-Nanopartikeln im industriellen Maßstab[21]
- 2022: Bericht in der Zeitschrift Wirtschaftswoche[22]
- 2023: Ausgezeichnet für das Land Berlin mit dem VORSPRUNG 2023, dem Preis des Ostdeutschen Wirtschaftsforums[23]